# Präsidentschafts- und Parlamentswahl in der Dominikanischen Republik 2024
Die Präsidentschafts- und Parlamentswahl in der Dominikanischen Republik 2024 fand am 19. Mai statt. Gewählt wurden der Präsident, der Vizepräsident, die 190 Mitglieder der Abgeordnetenkammer, die 32 Mitglieder des Senats sowie die 20 Delegierten für das Zentralamerikanische Parlament.

## Kandidaten
| Kandidaten                                                             | Kandidaten         | Partei |
| Präsident                                                              | Vizepräsident      | Partei |
| ---------------------------------------------------------------------- | ------------------ | --- |
| Luis Abinader                                                          | Raquel Peña        | Partido Revolucionario Moderno (PRM) – Wahlbündnis: - Partido Revolucionario Moderno (PRM) – No. 1 - Partido Reformista Social Cristiano (PRSC) – No. 5 - Alianza País (ALPAIS) – No. 6 - Dominicanos por el Cambio (DXC) – No. 7 - Partido de Unidad Nacional (PUN) – No. 8 - Partido Humanista Dominicano (PHD) – No. 10 - Partido Cívico Renovador (PCR) – No. 11 - Partido Revolucionario Social Demócrata (PRSD) – No. 12 - Movimiento Democrático Alternativo (MODA) – No. 13 - Alianza por la Democracia (APD) – No. 15 - País Posible (PP) – No. 16 - Partido Liberal Reformista (PLR) – No. 17 - Partido Popular Cristiano (PPC) – No. 18 - Unión Demócrata Cristiana (UDC) – No. 20 - Partido de Acción Liberal (PAL) – No. 21 - Partido Revolucionario Independiente (PRI) – No. 23 - Partido Demócrata Popular (PDP) – No. 24 - Partido Nacional de Voluntad Ciudadana (PNVC) – No. 25 - Partido Socialista Verde (PASOVE) – No. 26 - Partido Primero la Gente (PPG) – No. 33 - Justicia Social (JS) – No. 34 |
| Abel Martínez                                                          | Zoraima Cuello     | Partido de la Liberación Dominicana (PLD) – No. 2 |
| Leonel Fernández                                                       | Ingrid Mendoza     | Fuerza del Pueblo (FP) – Wahlbündnis: - Fuerza del Pueblo (FP) – No. 3 - Bloque Institucional Social Demócrata (BIS) – No. 9 - Partido Quisqueyano Demócrata Cristiano (PQDC) – No. 19 - Partido Socialista Cristiano (PSC) – No. 30 - Partido Demócrata Institucional (PDI) – No. 31 |
| Miguel Vargas                                                          | Joel Díaz Ureña    | Partido Revolucionario Dominicano (PRD) – No. 4 |
| María Teresa Cabrera                                                   | Jesús Díaz Morán   | Frente Amplio (FA) – No. 14 |
| Fulgencio Severino                                                     | Francisca Peguero  | Movimiento Patria Para Todos (PPT) – No. 27 |
| Carlos Peña                                                            | Nikauly de la Mota | Generación de Servidores (GS) – No. 28 |
| Virginia Antares Rodríguez                                             | Ico Abreu          | Opción Democrática (OP) – No. 29 |
| Roque Espaillat                                                        | José Ernesto Fadul | Partido Esperanza Democrática (PED) – No. 32 |
|                                                                        |                    | |
| Quelle: Junta Central Electoral, Präsidentschaft – Vizepräsidentschaft |                    | |

## Ergebnisse

### Präsidentschaftswahl
| Kandidaten                                                | Kandidaten                 | Stimmen   | %    | Listen                              | Stimmen   | %    |
| --------------------------------------------------------- | -------------------------- | --------- | ---- | ----------------------------------- | --------- | ---- |
|                                                           | Luis Abinadergewählt       | 2.507.297 | 57,4 | Partido Revolucionario Moderno      | 2.113.100 | 48,4 |
| Justicia Social                                           | Luis Abinadergewählt       | 2.507.297 | 57,4 | 49.419                              | 1,1       |      |
| Dominicanos por el Cambio                                 | Luis Abinadergewählt       | 2.507.297 | 57,4 | 49.141                              | 1,1       |      |
| País Posible                                              | Luis Abinadergewählt       | 2.507.297 | 57,4 | 42.201                              | 1,0       |      |
| Partido Reformista Social Cristiano                       | Luis Abinadergewählt       | 2.507.297 | 57,4 | 38.126                              | 0,9       |      |
| Partido Revolucionario Social Demócrata                   | Luis Abinadergewählt       | 2.507.297 | 57,4 | 27.913                              | 0,6       |      |
| Partido Cívico Renovador                                  | Luis Abinadergewählt       | 2.507.297 | 57,4 | 24.809                              | 0,6       |      |
| Partido de Unidad Nacional                                | Luis Abinadergewählt       | 2.507.297 | 57,4 | 24.119                              | 0,6       |      |
| Movimiento Democrático Alternativo                        | Luis Abinadergewählt       | 2.507.297 | 57,4 | 18.519                              | 0,4       |      |
| Alianza por la Democracia                                 | Luis Abinadergewählt       | 2.507.297 | 57,4 | 17.551                              | 0,4       |      |
| Alianza País                                              | Luis Abinadergewählt       | 2.507.297 | 57,4 | 15.913                              | 0,4       |      |
| Partido Primero la Gente                                  | Luis Abinadergewählt       | 2.507.297 | 57,4 | 14.935                              | 0,3       |      |
| Partido Humanista Dominicano                              | Luis Abinadergewählt       | 2.507.297 | 57,4 | 14.111                              | 0,3       |      |
| Partido Liberal Reformista                                | Luis Abinadergewählt       | 2.507.297 | 57,4 | 11.738                              | 0,3       |      |
| Partido de Acción Liberal                                 | Luis Abinadergewählt       | 2.507.297 | 57,4 | 9.292                               | 0,2       |      |
| Partido Popular Cristiano                                 | Luis Abinadergewählt       | 2.507.297 | 57,4 | 9.108                               | 0,2       |      |
| Partido Demócrata Popular                                 | Luis Abinadergewählt       | 2.507.297 | 57,4 | 7.079                               | 0,2       |      |
| Partido Socialista Verde                                  | Luis Abinadergewählt       | 2.507.297 | 57,4 | 6.420                               | 0,1       |      |
| Unión Demócrata Cristiana                                 | Luis Abinadergewählt       | 2.507.297 | 57,4 | 5.748                               | 0,1       |      |
| Partido Revolucionario Independiente                      | Luis Abinadergewählt       | 2.507.297 | 57,4 | 5.223                               | 0,1       |      |
| Partido Nacional de Voluntad Ciudadana                    | Luis Abinadergewählt       | 2.507.297 | 57,4 | 2.832                               | 0,1       |      |
|                                                           | Leonel Fernández           | 1.259.427 | 28,9 | Fuerza del Pueblo                   | 1.164.122 | 26,7 |
| Bloque Institucional Social Demócrata                     | Leonel Fernández           | 1.259.427 | 28,9 | 60.146                              | 1,4       |      |
| Partido Quisqueyano Demócrata Cristiano                   | Leonel Fernández           | 1.259.427 | 28,9 | 22.187                              | 0,5       |      |
| Partido Socialista Cristiano                              | Leonel Fernández           | 1.259.427 | 28,9 | 6.581                               | 0,2       |      |
| Partido Demócrata Institucional                           | Leonel Fernández           | 1.259.427 | 28,9 | 6.391                               | 0,1       |      |
|                                                           | Abel Martínez              | 453.468   | 10,4 | Partido de la Liberación Dominicana | 453.468   | 10,4 |
|                                                           | Roque Espaillat            | 59.396    | 1,4  | Partido Esperanza Democrática       | 59.396    | 1,4  |
|                                                           | Carlos Peña                | 31.566    | 0,7  | Generación de Servidores            | 31.566    | 0,7  |
|                                                           | Virginia Antares Rodríguez | 25.204    | 0,6  | Opción Democrática                  | 25.204    | 0,6  |
|                                                           | Miguel Vargas              | 19.790    | 0,5  | Partido Revolucionario Dominicano   | 19.790    | 0,5  |
|                                                           | María Teresa Cabrera       | 6.255     | 0,1  | Frente Amplio                       | 6.255     | 0,1  |
|                                                           | Fulgencio Severino         | 2.744     | 0,1  | Movimiento Patria Para Todos        | 2.744     | 0,1  |
| Gesamt                                                    | Gesamt                     | 4.365.147 | 100  |                                     | 4.365.147 | 100  |
|                                                           |                            |           |      |                                     |           |      |
| Ungültige Stimmen                                         | Ungültige Stimmen          | 63.932    | –    |                                     |           |      |
| Wähler                                                    | Wähler                     | 4.429.079 | 54,4 |                                     |           |      |
| Wahlberechtigte                                           | Wahlberechtigte            | 8.145.548 |      |                                     |           |      |
|                                                           |                            |           |      |                                     |           |      |
| Quelle: Junta Central Electoral > Resultados Presidencial |                            |           |      |                                     |           |      |

### Parlamentswahl
| Listen                          | Stimmen | %   | Mandate |
| ------------------------------- | ------- | --- | ------- |
| Partido Revolucionario Moderno  | –       | –   | –       |
| Gesamt                          | 0       | 100 | 178     |
|                                 |         |     |         |
| Quelle: Junta Central Electoral |         |     |         |